# McLaren MP4/11
O MP4/11 e MP4/11B é o modelo da McLaren da temporada de 1996 da F-1. Condutores: Mika Hakkinen e David Coulthard.
Essa foi a última vez que a McLaren estampou as cores vermelha e branca da marca Marlboro em suas carenagens como patrocinador principal após 23 anos de parceria. Foi um dos patrocínios mais longevo na categoria.

## Resultados[2][3]
(legenda)
| Ano  | Chassi  | Motor                | Pneus | N° | Pilotos         | 1   | 2   | 3   | 4   | 5   | 6   | 7   | 8   | 9   | 10  | 11  | 12  | 13  | 14  | 15  | 16  | Pontos | Posição |  |
| ---- | ------- | -------------------- | ----- | -- | --------------- | --- | --- | --- | --- | --- | --- | --- | --- | --- | --- | --- | --- | --- | --- | --- | --- | ------ | ------- |  |
|      |         |                      |       |    |                 |     |     |     |     |     |     |     |     |     |     |     |     |     |     |     |     |        |         |  |
|      |         |                      |       |    |                 | AUS | BRA | ARG | EUR | SMR | MON | ESP | CAN | FRA | GBR | GER | HUN | BEL | ITA | POR | JPN |        |         |  |
| 1996 | MP4/11  | Mercedes FO 110D V10 | G     | 7  | Mika Hakkinen   | 5   | 4   | Ret | 8   | 8†  | 6†  | 5   | 5   | 5   |     |     |     |     |     |     |     | 49     | 4º      |  |
| 1996 | MP4/11B | Mercedes FO 110D V10 | G     | 7  | Mika Hakkinen   |     |     |     |     |     |     |     |     |     | 3   | Ret | 4   | 3   | 3   | Ret | 3   | 49     | 4º      |  |
| 1996 | MP4/11  | Mercedes FO 110D V10 | G     | 8  | David Coulthard | Ret | Ret | 7   | 3   | Ret | 2   | Ret | 4   | 6   |     |     |     |     |     |     |     | 49     | 4º      |  |
| 1996 | MP4/11B | Mercedes FO 110D V10 | G     | 8  | David Coulthard |     |     |     |     |     |     |     |     |     | 5   | 5   | Ret | Ret | Ret | 13  | 8   | 49     | 4º      |  |

† Completou mais de 90% da distância da corrida.